# Grupo del Cisne

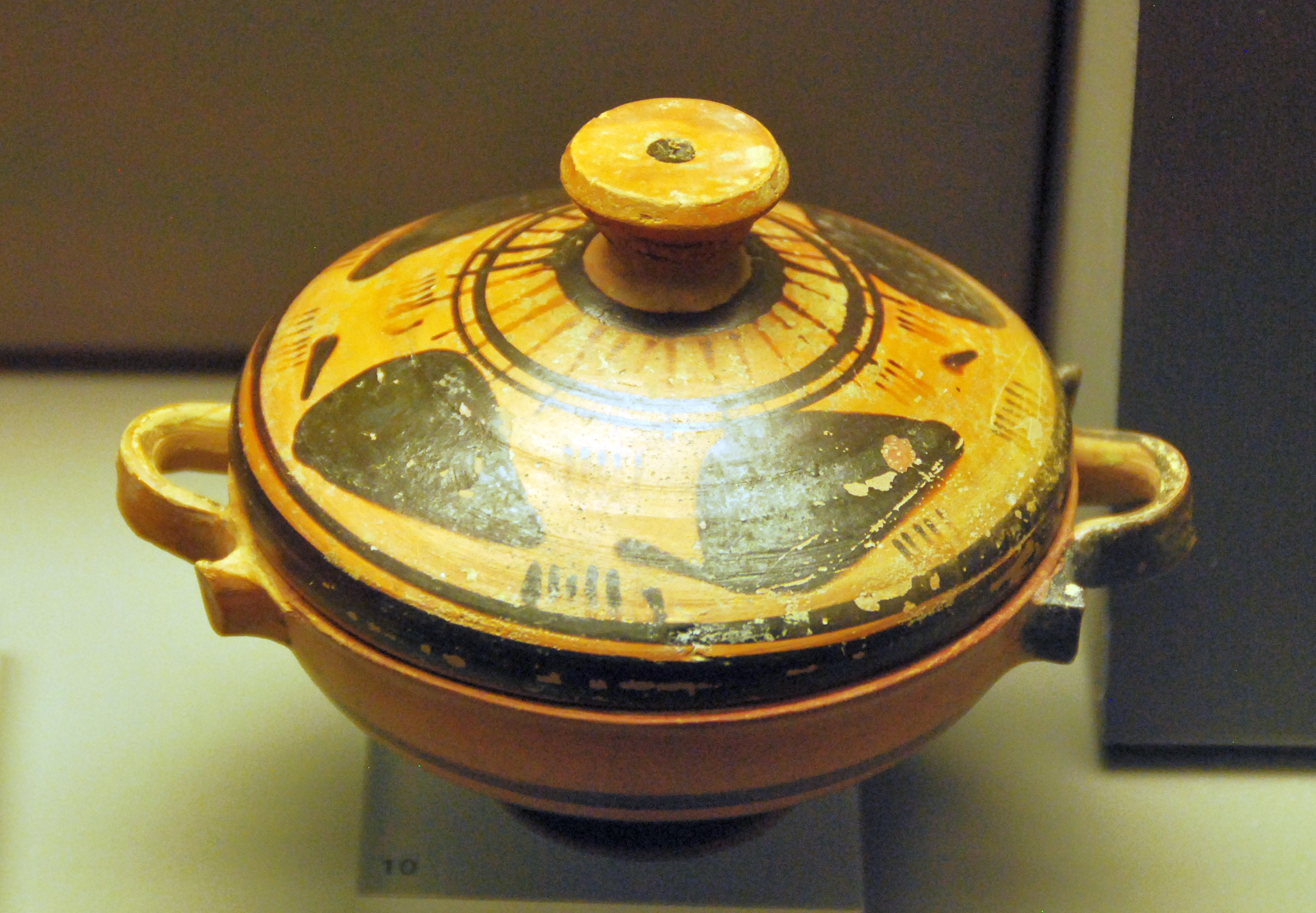
Lécane en miniatura del Grupo del Cisne; Museo de Arte Cicládico, Atenas

El Grupo del Cisne fue un grupo de pintores de vasos de cerámica ática de figuras negras con un nombre convenido. El Grupo de los Cisnes produjo la serie más importante de vasos en miniaturas en el siglo VI a. C. Los vasos estaban destinadas a las dedicatorias de los templos, a los bienes funerarios o a los juguetes. El grupo decoró sus obras con cisnes y filas de líneas. Hicieron casi todas las formas comunes, incluso formas raras o extrañas como huevos o campanas. Solo la copas están poco representadas, aparte del esquifo corintio, que está pintado con cisnes colgando al revés. El rojo se usaba a menudo como color de recubrimiento para los detalles.